# Radio Unfriendly
Radio Unfriendly je peti studijski album slovenske punk skupine Elvis Jackson, ki so ga izdali v samozaložbi EJ Records 15. marca 2015. Album je napovedal izid singla »Any Place to Go« januarja.

## Kritični odziv
Na portalu 24ur.com je bil uvrščen na 9. mesto najboljših domačih albumov leta.

### Priznanja
| objava   | uvrstitev | seznam                     |
| -------- | --------- | -------------------------- |
| 24ur.com | 9.        | Albumi 2015 – domača scena |

## Seznam pesmi
Vse pesmi je napisala skupina Elvis Jackson. Vsa besedila je napisal David Kovšca.
1. »Any Place to Go« – 3:19
2. »Hangover« – 3:13
3. »Friends« – 2:34
4. »Who Do I Fight For« – 3:26
5. »Hey« – 3:01
6. »Straight Ahead« – 2:53
7. »Rock This Town« – 3:11
8. »Realization« – 3:20
9. »Take Your Time« – 3:16
10. »The Answer« – 3:27
11. »Not Just Ordinary« – 2:59
12. »Looking Up« – 3:29

## Zasedba

### Elvis Jackson
- David Kovšca - Buda — vokal
- Boštjan Beltram - Berto — kitara
- Erik Makuc - Slavc — bas kitara
- Marko Soršak - Soki — bobni

### Ostali
- Arne Neurand — miksanje
- Janez Križaj — mastering